# Euphorbia bosseri
Euphorbia bosseri ist eine Pflanzenart aus der Gattung Wolfsmilch (Euphorbia) in der Familie der Wolfsmilchgewächse (Euphorbiaceae).

## Beschreibung
Die sukkulente Euphorbia bosseri bildet wenig verzweigte Sträucher bis etwa 30 Zentimeter Höhe aus. Die zylindrischen Triebe werden bis 4 Millimeter dick und sind graugrün mit rötlichen Enden gefärbt. Die etwa 1 Millimeter großen Blätter sind sehr kurzlebig.
Die einzelnen Cyathien stehend end- und achselständig. Sie sind sitzend, werden bis 3 Millimeter groß und sind mit Haaren besetzt. Die elliptischen Nektardrüsen sind gelb gefärbt und grenzen nahezu aneinander. Der annähernd sitzende Fruchtknoten ist ebenfalls mit Haaren besetzt. Über die Frucht und den Samen ist nichts bekannt.

## Verbreitung und Systematik
Euphorbia bosseri ist endemisch in Zentral- und Süd-Madagaskar an Waldrändern verbreitet. Die Art steht auf der Roten Liste der IUCN und gilt als gefährdet (Vulnerable).
Die Erstbeschreibung der Art erfolgte 1965 durch Jacques Désiré Leandri.